# 愛德華-傑拉德·巴比亞尼
愛德華-傑拉德·巴比亞尼（法語：Édouard-Gérard Balbiani，1823年7月31日—1899年7月25日）是一位法国胚胎学家，出生于海地太子港，在法兰克福和巴黎接受教育，师从著名动物学家亨利·玛丽·杜克罗泰·德·布兰维尔。1881年他在搖蚊唾腺细胞中发现了多線染色體。